# Makwate
Makwate est une ville du Botswana.